# Digonocryptus rufigaster
Digonocryptus rufigaster är en stekelart som först beskrevs av Szepligeti 1916.  Digonocryptus rufigaster ingår i släktet Digonocryptus och familjen brokparasitsteklar. Inga underarter finns listade i Catalogue of Life.